# Bătălia navală din 1894 (film)

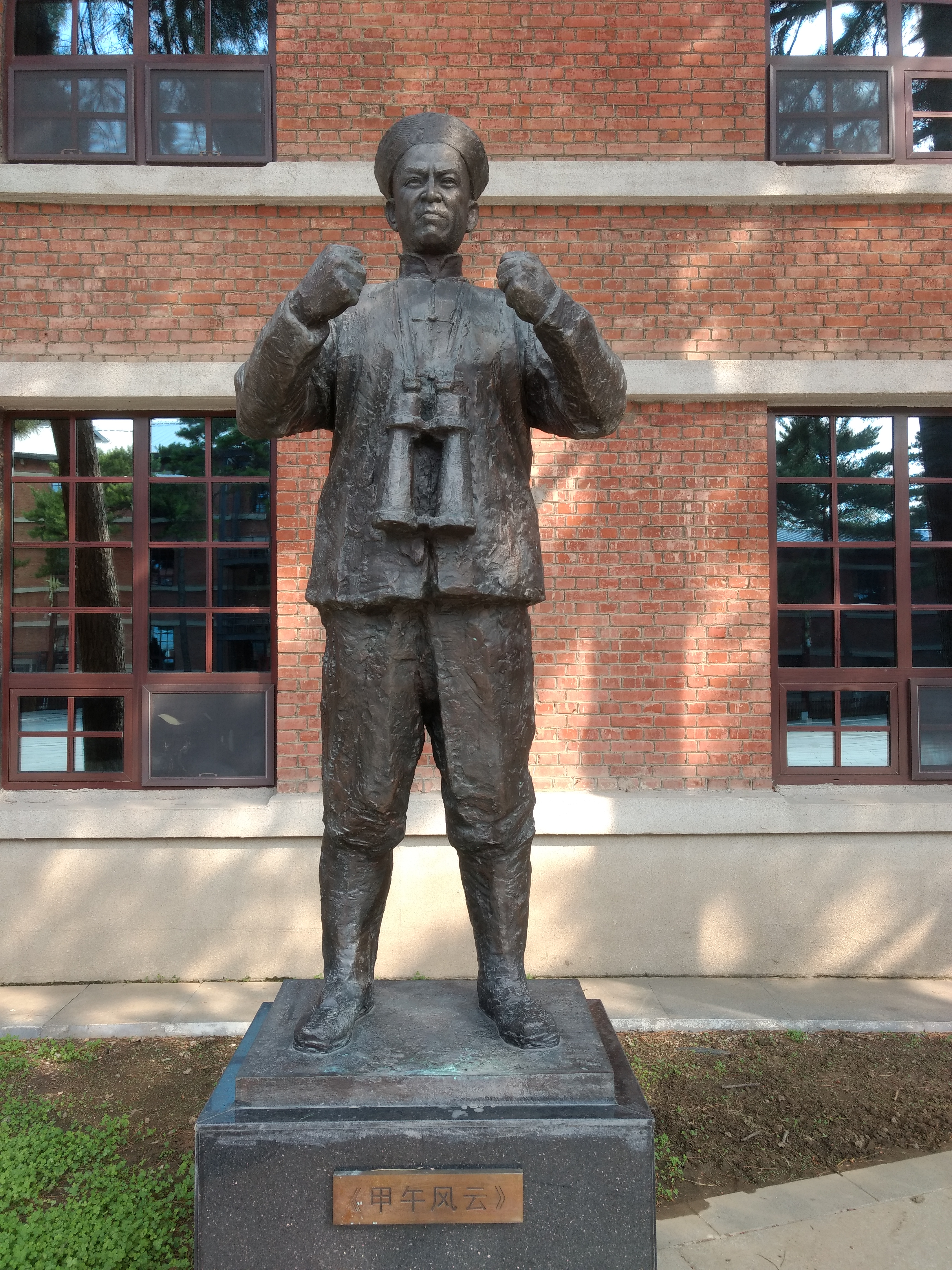
Statuia lui în fața fostului studio cinematografic din Changchun. Actorul este reprezentat așa cum apare în filmul Bătălia navală din 1894.

Bătălia navală din 1894 (în chineză: 甲午风云; pinyin: Jia wu feng yun, în traducere liberă: Vânt și nori la amiază) este un film de război chinezesc din 1962, regizat de Lin Nong⁠(zh)[traduceți]. Filmul a fost produs de Studioul Cinematografic din Changchun⁠(en)[traduceți] și prezintă Bătălia navală⁠(en)[traduceți] de la începutul Primului Război Sino-Japonez (1894-1895). Rolul principal a fost interpretat de Li Moran⁠(d). Revista Yazhou Zhoukan⁠(en)[traduceți] (cunoscută în Occident ca Asia Weekly) a inclus Bătălia navală din 1894 în lista celor mai bune 100 de filme chinezești ale secolului al XX-lea.

## Rezumat
Marina Imperială Japoneză atacă în 1894 câteva nave chinezești pentru a testa capacitatea lor de apărare. Japonia invadează curând China, iar câțiva ofițeri navali chinezi organizează o rezistență eroică.

## Distribuție
- Li Moran⁠(d) — căpitanul Deng Shichang⁠(en)[traduceți], comandantul crucișătorului Zhiyuan⁠(en)[traduceți] (menționat Li Mo-jan)[9][11]
- Pu Keh⁠(zh)[traduceți] — amiralul Ding Ruchang⁠(en)[traduceți], comandantul Flotei Beiyang⁠(en)[traduceți] (1888-1894) și viceministru al marinei (1894) (menționat Pu Ko)[9][11]
- Wang Qiuying⁠(zh)[traduceți] — generalul Li Hongzhang⁠(d), viceregele provinciei Zhili⁠(en)[traduceți] (menționat Wang Chiu-ying)[9][11]
- Zhou Wenbin — căpitanul Fang Boqian⁠(en)[traduceți], comandantul crucișătorului Jiyuan⁠(en)[traduceți] (menționat Chou Wen-Pin)[11]
- Li Jie — comandorul Liu Buchan⁠(en)[traduceți], comandantul navei-amiral Dingyuan⁠(en)[traduceți] al Flotei Beiyang (menționat Li Chieh)[11]
- Pang Xueqin⁠(it)[traduceți] — Wang Guocheng (menționat Pang Xueqing)[11]

## Producție
Scenariul filmului a fost scris de Chen Ying, Li Xiongfei, Xi Nong și Ye Nan⁠(zh)[traduceți]. Filmul a fost produs de Studioul Cinematografic din Changchun⁠(en)[traduceți] și a fost regizat de Lin Nong⁠(zh)[traduceți]. Filmările au avut loc în anul 1961. Decorurile au fost proiectate de Gan Lu, iar director de imagine a fost Wang Chi-min. Durata filmului este de 85 de minute.

## Lansare
Bătălia navală din 1894 a fost lansat în China în 1962. Succesul intern al filmului a determinat difuzarea lui și în alte țări precum Republica Federală Germania (premieră TV la ZDF pe 30 septembrie 1979).
Premiera filmului în România a avut loc în aprilie 1978; filmul a rulat în perioada următoare în unele cinematografe bucureștene precum Victoria (aprilie 1978), Dacia (aprilie 1978), Munca (mai 1978), Ferentari (mai 1978), Progresul (mai 1978), Lira (mai 1978) și Viitorul (mai-iunie 1978), dar și în unele cinematografe din alte orașe (de exemplu, la Târgu Mureș, Sovata, Iernut și Miercurea Nirajului), inclusiv până în septembrie 1979.

## Aprecieri critice
Bătălia navală din 1894 a fost primit cu elogii de criticii de film din Republica Socialistă România, fiind vizionat alături de alte cinci filme chinezești în cadrul „Săptămânii filmului din R.P. Chineză”, eveniment organizat în octombrie 1978 la București, Cluj-Napoca, Iași, Craiova și Timișoara. În cronica dedicată acestui eveniment, criticul român Valerian Sava a susținut că cele șase filme „ilustrează, prin însăși tematica lor, gradul înalt de angajare a autorilor față de valorile semnificative ale istoriei trecute și prezente, față de tradițiile vii ale luptei pentru eliberarea socială și națională, față de crezul revoluționar al apărării și dezvoltării acestor valori”. Bătălia navală din 1894 a fost considerată o reconstituire de epocă „impresionantă”, care scoate în evidență eroismul unui „încercat comandant”, precum căpitanul de vas.
Enciclopedia cinematografică germană Lexikon des internationalen Films descrie astfel acest film: „China 1894: Atunci când navele de război japoneze navigau în largul coastelor chineze, un căpitan chinez a propus în zadar o intervenție militară. Sub influența diplomaților europeni și americani, guvernul imperial ezită prea mult timp, astfel încât, după declararea războiului în cele din urmă, flota sa nu mai poate face față unităților militare inamice. Nu este un film care prezintă evenimente istorice, ci o lecție ideologică.”.